# Lâu đài Schwetzingen

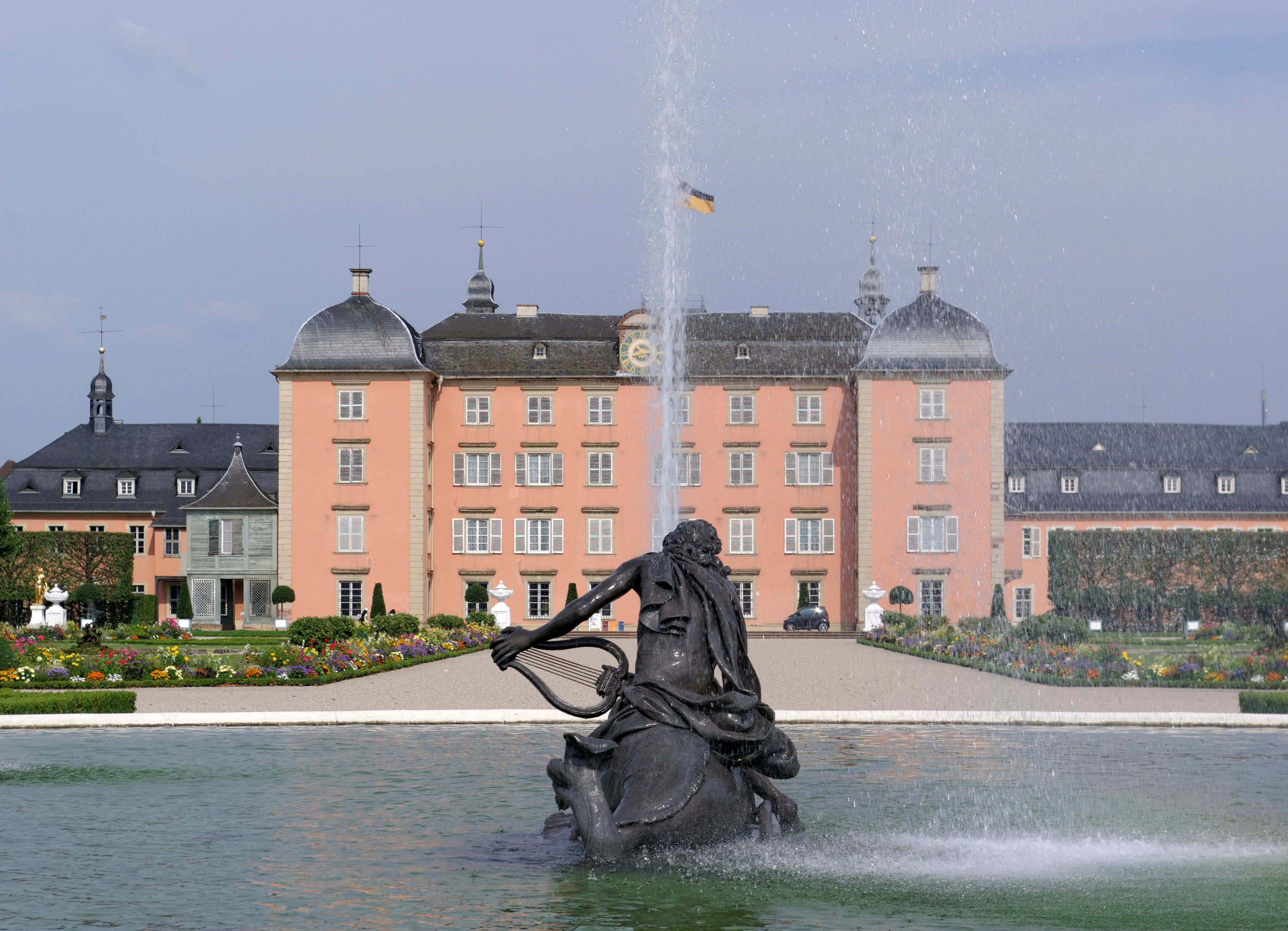
Lâu đài Schwetzingen

Lâu đài Schwetzingen đã từng là nơi ngự trị mùa hè của các vị tuyển hầu vùng Pfalz (Đức) như Karl Philipp và Karl Theodor. Lâu đài nằm trong thành phố Schwetzingen, giữa 2 thành phố lớn là Heidelberg và Mannheim. Năm 2007 đơn xin công nhận đã được trao cho ủy ban về di sản thế giới của UNESCO.

## Lịch sử
Lâu đài Schwetzingen được nhắc đến trong văn kiện lần đầu tiên năm 1350. Lâu đài được dùng làm lâu đài đi săn, được cải tạo nhiều lần và bị phá hủy vào cuối cuộc Chiến tranh 30 năm cũng như là trong Chiến tranh Kế thừa Pfalz. Tuyển hầu Karl Ludwig đã cho tái xây dựng lâu đài cho người tình của ông là Luise von Degenfeld và từ năm 1657 đã sống 20 năm tại đây.

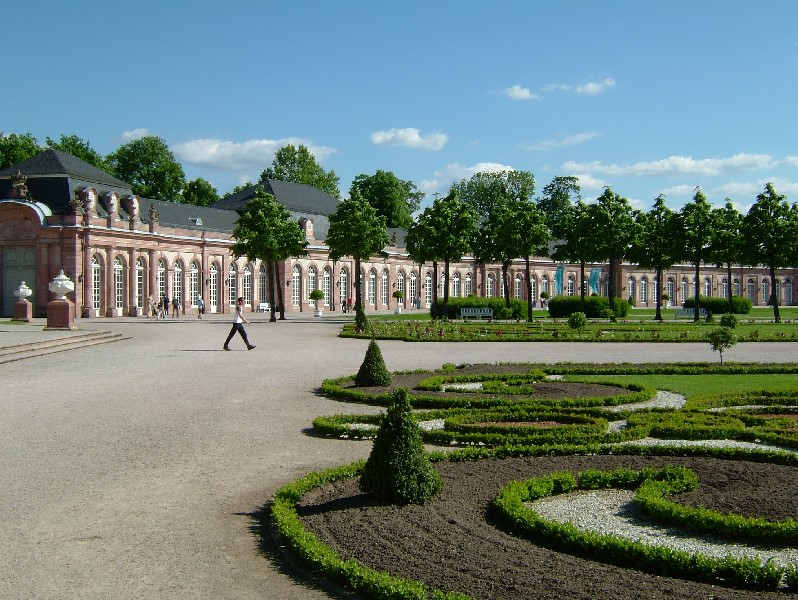
Dãy nhà vòng cung phía nam

Hình dạng lâu đài ngày nay là do tuyển hầu Johann Wilhelm, lúc đấy đang ngự trị từ thành phố Düsseldorf, ra lệnh cải tạo và mở rộng, xây thêm hai dãy nhà. Công trình xây dựng do bá tước Matteo Alberti – người xây Lâu đài Bensberg – lãnh đạo, bắt đầu từ năm 1697. Công viên lâu đài bắt đầu được mở rộng từ năm 1752 và cũng được hoàn thành mặc dầu từ khi tuyển hầu Karl Theodor dời nơi ngự trị từ Mannheim về München trong năm 1778 thì lâu đài đã gần như không còn được sử dụng nữa.
Dưới thời của Karl Theodor lâu đài là nơi ngự trị mùa hè. Vào các tháng nóng nực mùa hè việc tổ chức buổi chầu thiết triều được dời từ Mannheim về Schwetzingen.
Sau một thời gian khôi phục mất nhiều công sức trong những năm 1975-1991 các phòng ốc bên trong của lâu đài được phục hồi lại như xưa và được trang bị bằng đồ nội thất nguyên thủy của thế kỷ thứ 18. Tầng trệt hiện nay là viện bảo tàng. Có giá trị đặc biệt về lịch sử nghệ thuật là các căn phòng của nữ bá tước Luise Karoline von Hochberg được cải tạo từ năm 1803 trong tầng hai do vẫn còn bảo tồn được giấy dán tường in bằng tay của năm 1804.
Nối tiếp cạnh căn chính của lâu đài ở hai bên là hai dãy nhà hình vòng cung, cùng với lâu đài bao bọc lấy vườn hoa hình tròn. Hai dãy nhà này ngày xưa được dùng làm phòng ăn, hòa nhạc và lễ hội khiêu vũ.

## Công viên

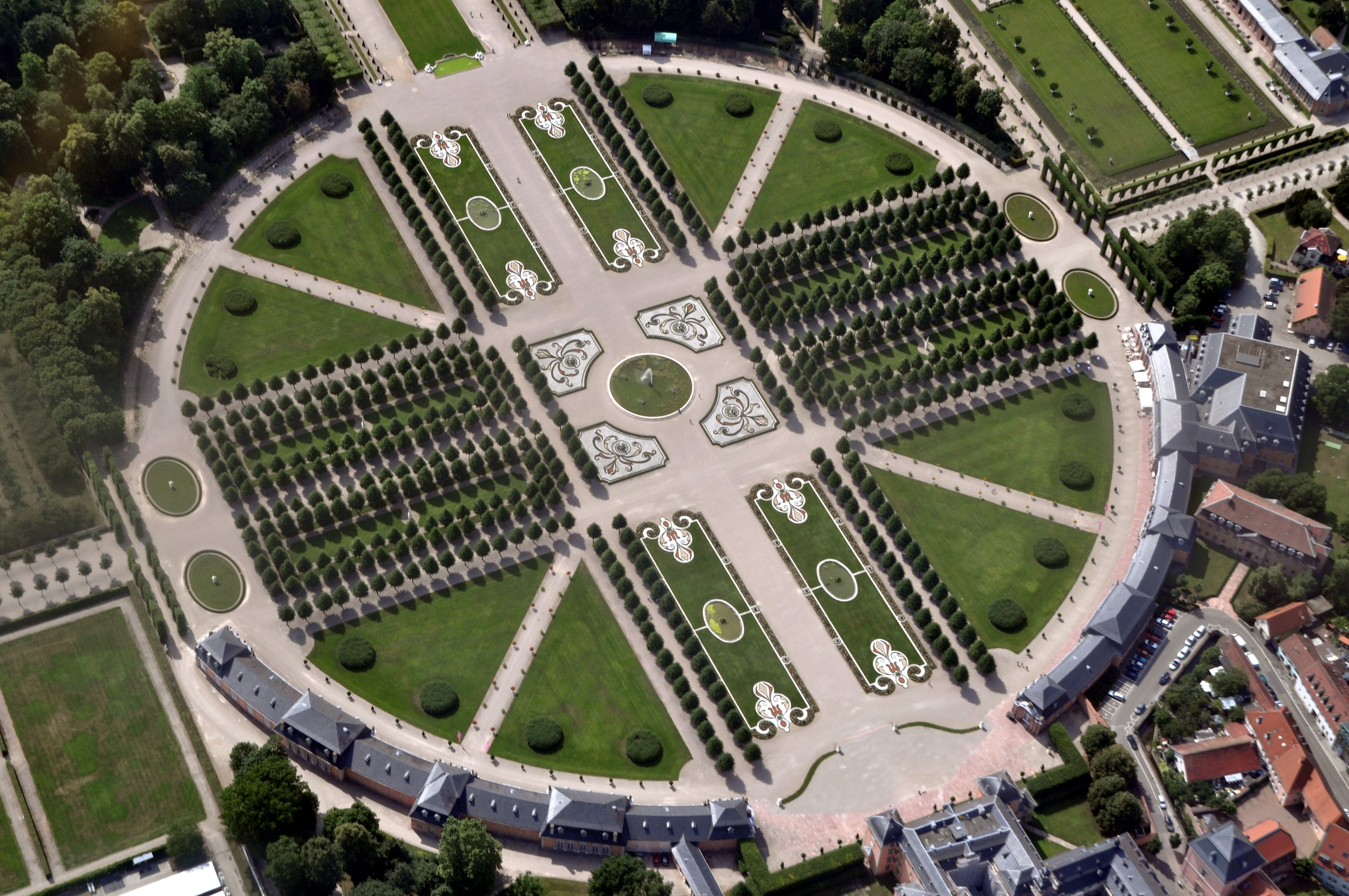
Ảnh chụp từ trên không của vườn cảnh quan Lâu đài Schwetzingen, Đức.

Phong cách xây dựng và tình trạng bảo tồn của công viên tương đối đặc biệt. Không giống như toàn bộ các công viên lâu đài khác, những nơi mà phong cách xây dựng công viên cũ thường được thay thế bằng phong cách mới, công viên lâu đài Schwetzingen đã có một kết nối độc đáo giữa vườn được xây theo phong cách Pháp và vườn hiện đại theo phong cách Anh.
Ngay từ thời tuyền hầu, người dân thường đã được phép thăm viếng công viên lâu đài, ngày xưa còn không phải trả tiền vào cửa.

### Vườn Pháp

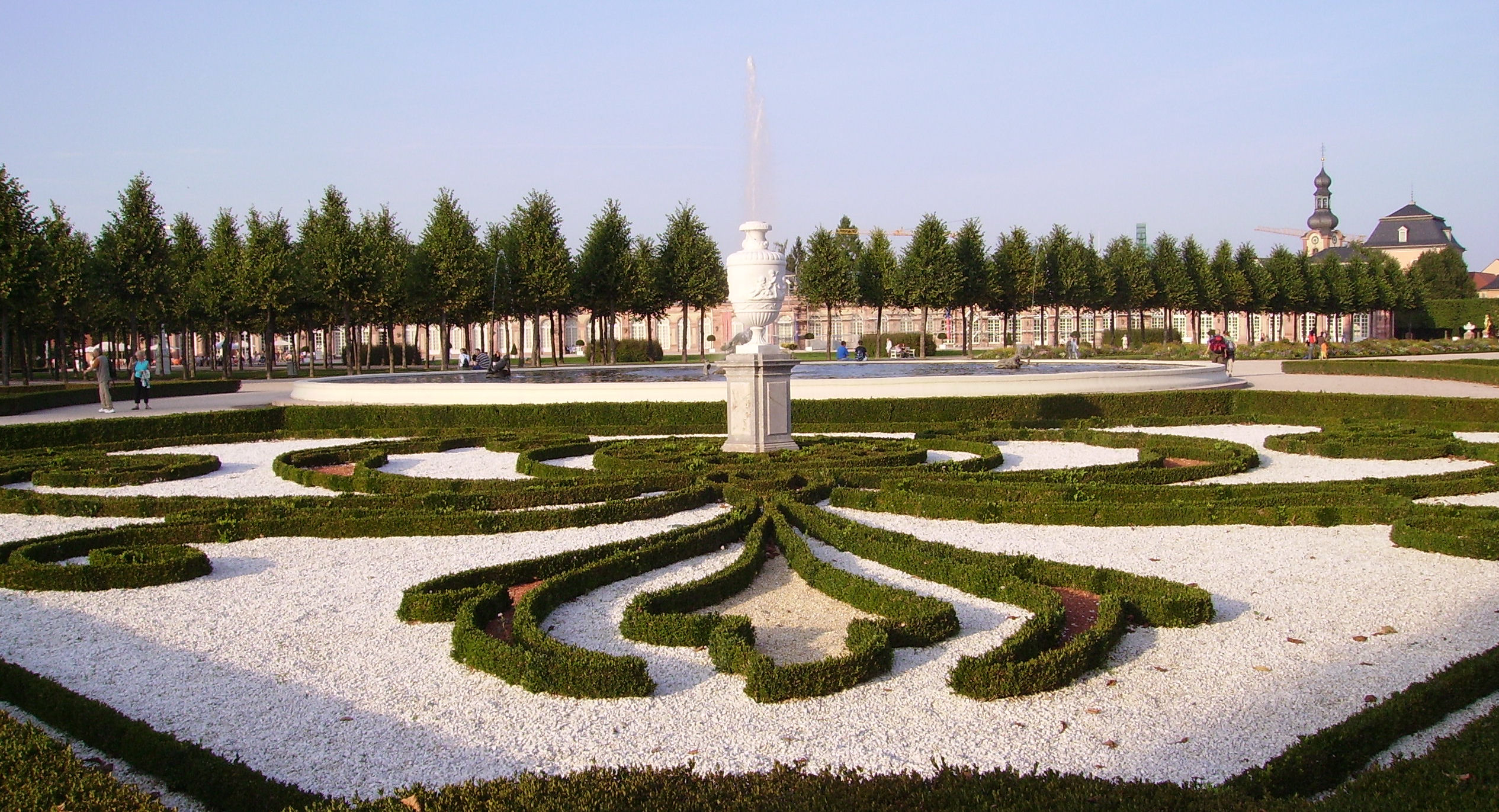
Công viên trong lâu đài

Nhìn dọc theo trục chính về hướng đông là ngọn núi Königsstuhl và về hướng tây là ngọn núi Kalmit.
Vườn kiểu Baroque này được xây theo phong cách Pháp với các hình dáng hình học chặt chẽ. Các yếu tố quan trọng nhất là trục chính và trục ngang. Phần trước của vườn là khu đất trồng hoa (parterre) với hàng cây dọc theo (bosquet).
Đài phun nước chính mang chủ đề của một câu chuyện trong thần thoại Hy Lạp: Arion của Lesbos là một ca sĩ nổi tiếng. Được tặng thưởng nhiều tiền sau một cuộc thi đấu, Arion đã bị thủy thủ tàu ép bức trên đại dương. Ông xin được phép ca một lần cuối. Nhiều con cá heo đã xuất hiện lắng nghe tiếng ca. Người ca sĩ lao mình xuống biển và một con cá heo đã mang ông vào bờ để ông có thể tiếp tục đi đến thành phố Corinth.
Khu vườn Pháp kết thúc với tượng miêu tả cảnh đi săn hươu của Peter Anton von Verschaffelt.

### Vườn Anh
Phần phía tây và tây bắc của công viên được kiến tạo theo lối vườn Anh. Ngược với khu vườn Pháp, đường đi trong khu vực này uốn lượn quanh co và các khu rừng không đều đặn đều được để nguyên.
Trong phần phía sau của công viên, trong khu được gọi là vườn Thổ Nhĩ Kỳ, là ngôi nhà thờ đạo Hồi Pigage. Đây không phải là một ngôi nhà cầu nguyện nguyên bản Thổ Nhĩ Kỳ mà chỉ là một tác phẩm của sự diễn giải của nền nghệ thuật châu Âu thế kỷ thứ 18. Phần phía trước nhà thờ đạo Hồi ngày xưa nguyên là vườn cây ăn trái của hầu tước.

## Khách nổi tiếng
- Voltaire đã từng là khách của các vị tuyển hầu nhiều lần: 1753 và 1758.
- Wolfgang Amadeus Mozart, khi còn trong tuổi thiếu niên, đã cùng cha và chị em trình diễn một buổi hòa tấu trong lâu đài vào ngày 18 tháng 7 năm 1763.
- Nhà soạn nhạc Christoph Willibald Ritter von Gluck đã từng là khách quý của tuyển hầu trong năm 1774.
- August Wilhelm Iffland, nhà soạn bi kịch và diễn viên, đã miêu tả trong một bức thư ngày 26 tháng 11 năm 1779 một cuộc đi săn tiêu tốn mất 50.000 đồng tiền Gulden tại Schwetzingen.
- Hoàng đế Thánh chế La Mã Joseph II đã từng viếng thăm lâu đài năm 1781.

## Hình ảnh

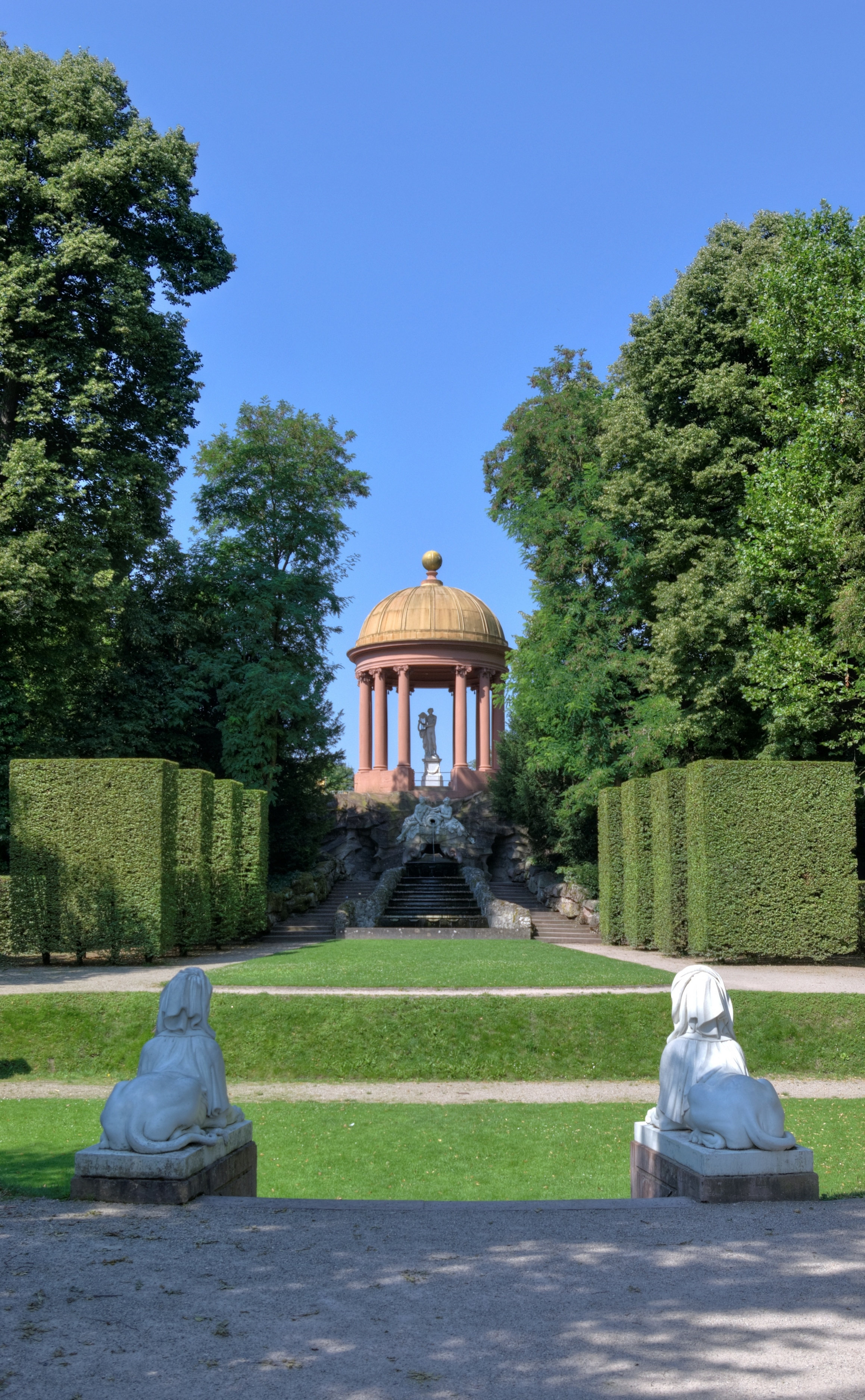
Đền thờ thần Apollo
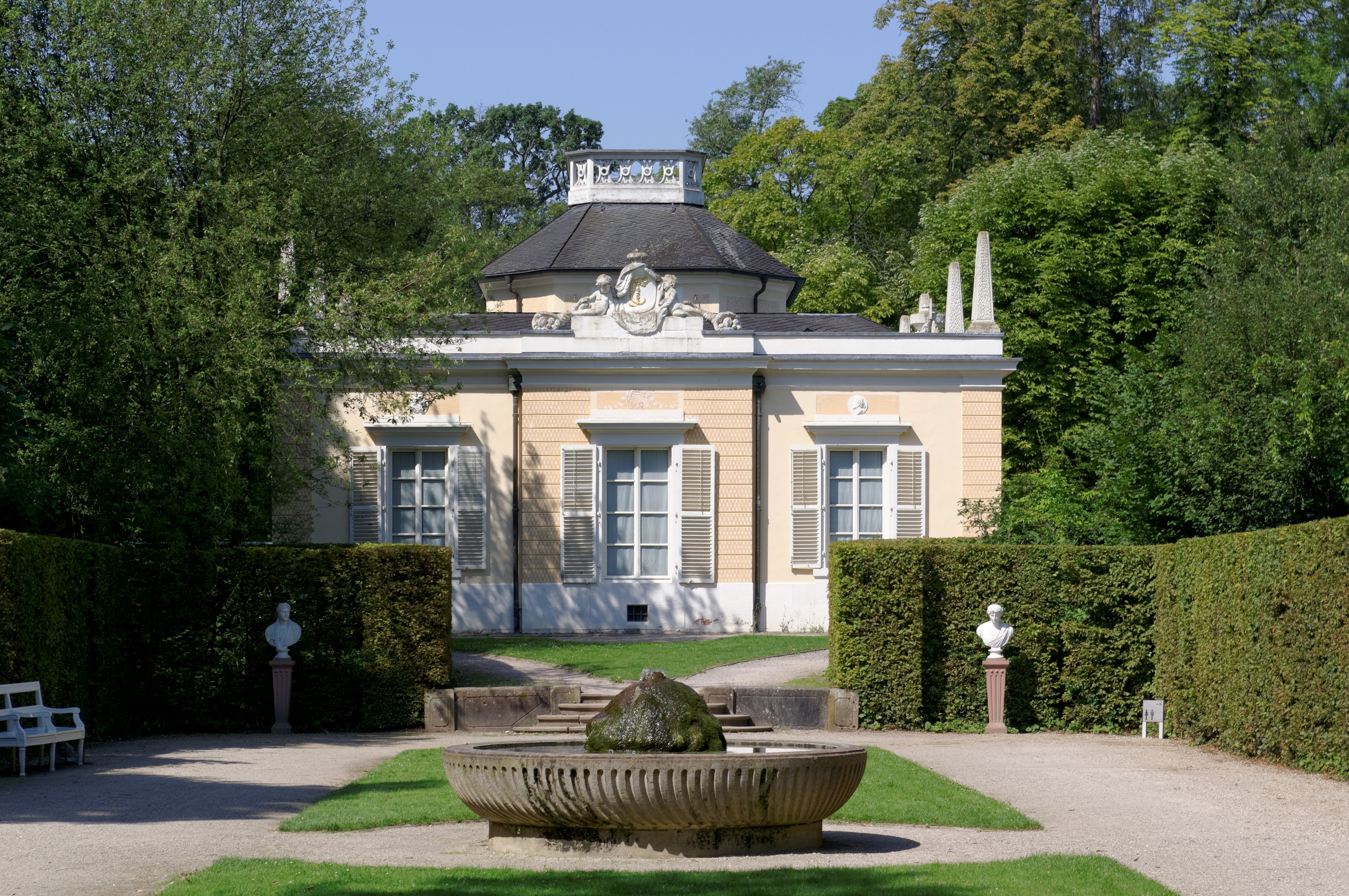
Nhà tắm trong lâu đài
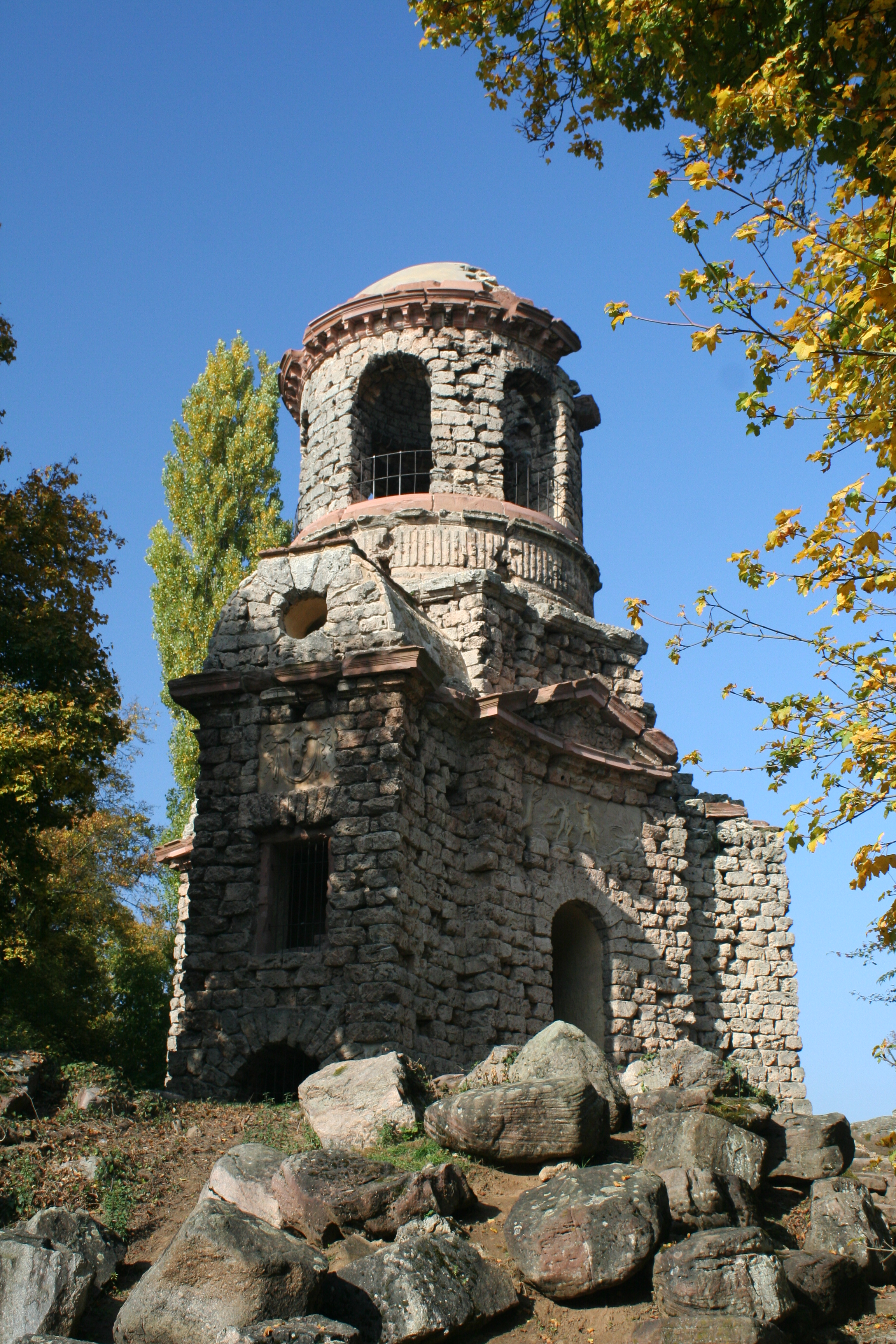
Đền thờ thần Mercury
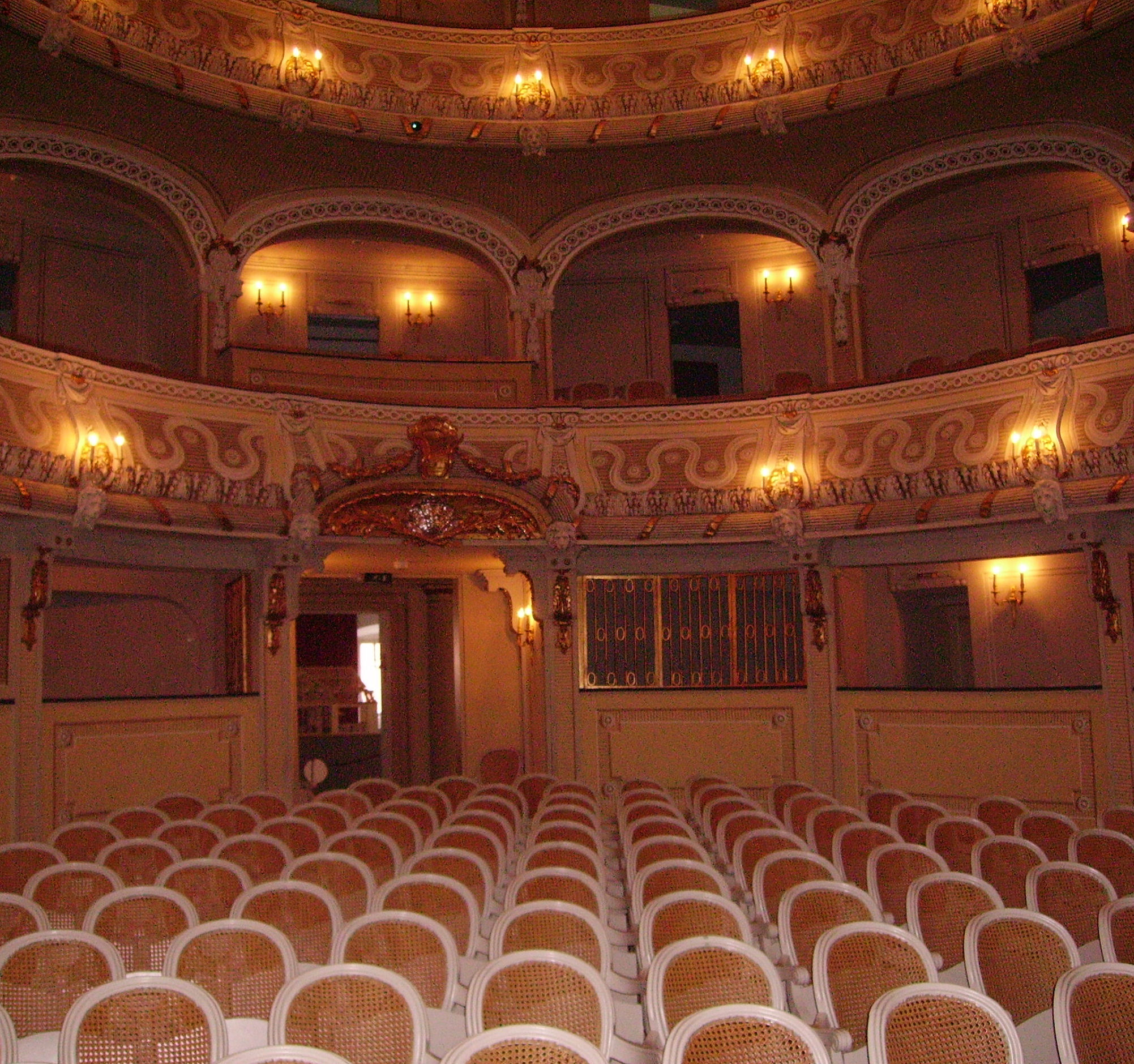
Nhà hát trong lâu đài
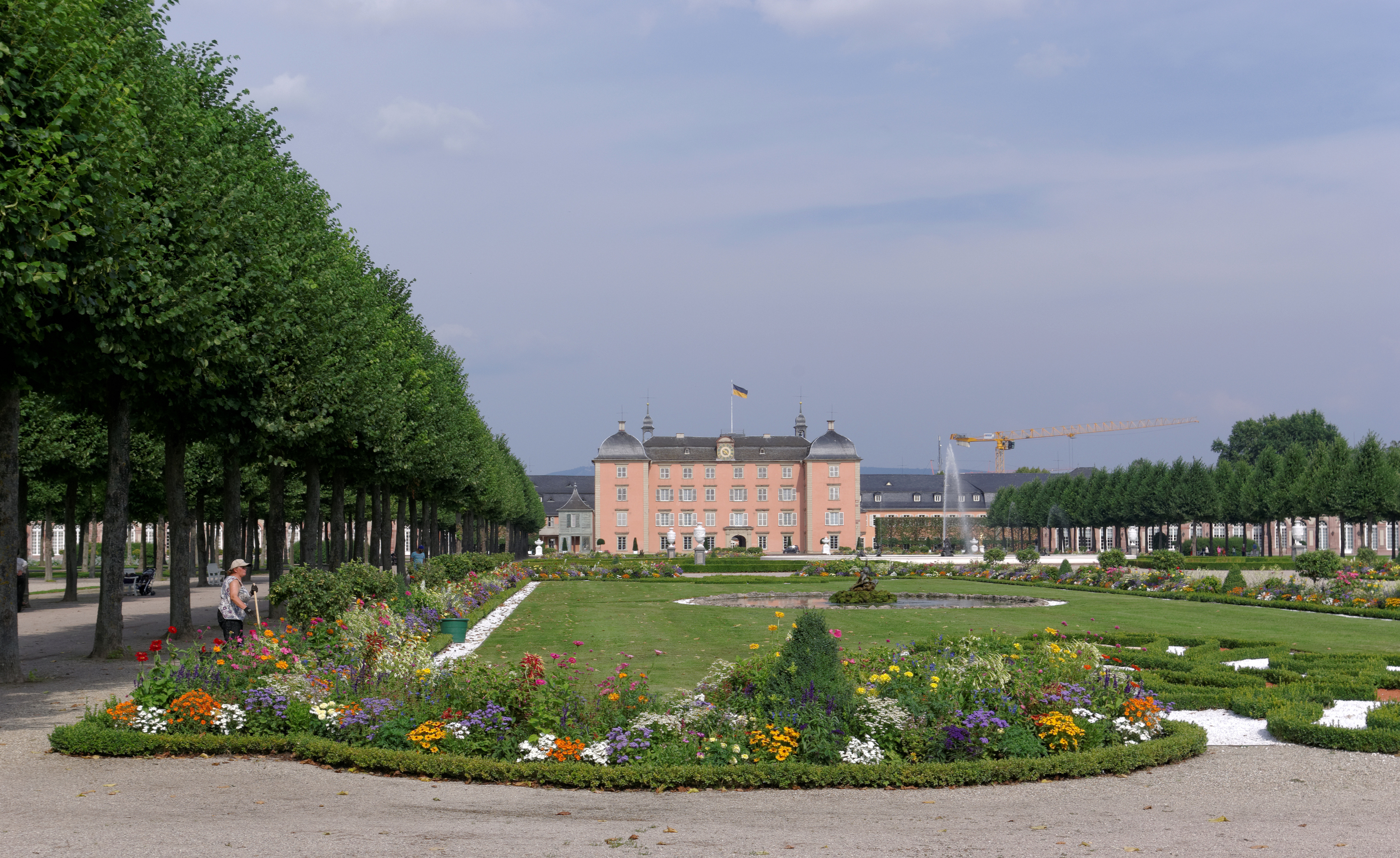
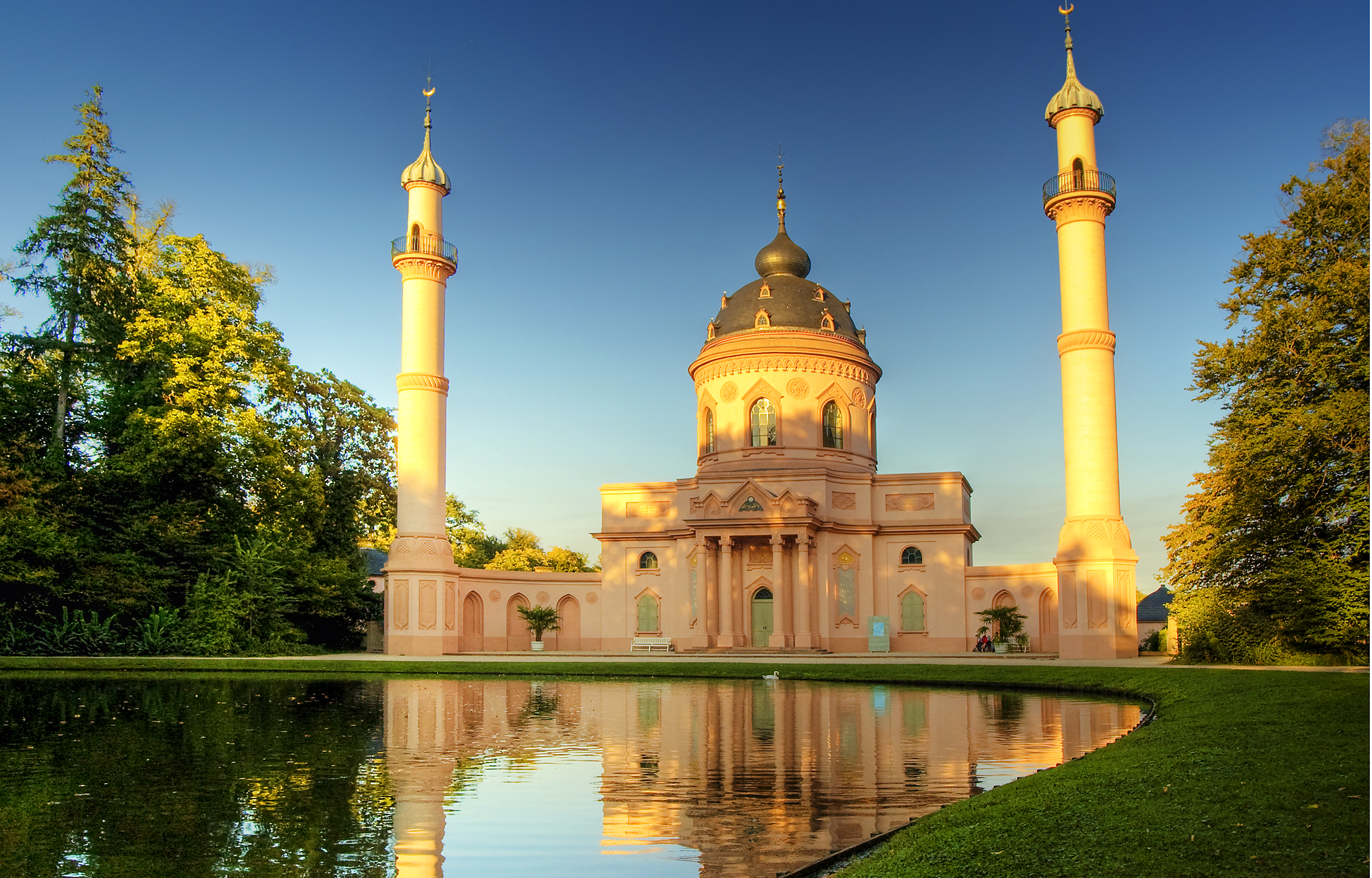
tòa nhà theo phong cách Hồi giáo Thổ là tòa nhà theo phong cách nhà thờ Hồi giáo sớm nhất ở Đức. Nó được xây dựng vào năm 1779–1791